# Адольф Буске
Адольф Буске (фр. Adolphe René Bousquet; 14 серпня 1899, Мароссан — 17 березня 1972, Безьє) — французький регбіст, олімпієць; здобув срібні медалі під час Олімпійських ігор 1920 в Антверпен та Олімпійських ігор 1924 в Парижі.

### Спортивна кар'єра
Під час своєї кар'єри репрезентував такі клуби, як Пісценьйоз, Рейсінг Клаб де Франс, Безьє Еро.
Разом із збірною Франції взяв участь у змаганнях з регбі на літніх Олімпійських іграх 1920 року. 5 вересня 1920 року, в розіграному на Олімпійському стадіоні матчі команда Франції програла команді США з рахунком 0:8. Це був єдиний матч розіграний під час цього заходу, тому команда здобула срібну медаль .
Також взяв участь у змаганнях з регбі на літніх Олімпійських іграх 1924 року. Адольф Буске виступив в одному з матчів, який пройшов 4 травня на Олімпійському стадіоні Ів дю Мануар, збірна Франції розгромила збірну Румунії з рахунком 61:3. Команда виграла матч з командою Румунії, але програла зі збірною США, завоювала срібну медаль.
В 1921—1924 роках, збірна Франції розіграла 3 матчі, під час яких, на жаль, не здобула жодного бала.